# Ingruentium malorum
Ingruentium malorum è la ventitreesima enciclica pubblicata da papa Pio XII il 15 settembre 1951.